# Cale Tyson
Cale Tyson (* 27. ledna 1991) je americký zpěvák a kytarista. Narodil se v texaském městě Cleburne. Vyrůstal ve Fort Worthu. V roce 2011 vydal šestipísňové eponymní EP. O dva roky později následovalo EP High on Lonesome, jež obsahovalo celkem sedm písní. Další EP nazvané Cheater's Wine vydal roku 2014. Svou první dlouhohrající desku nazvanou Careless Soul vydal v roce 2016.

## Diskografie
- Cale Tyson (EP; 2011)
- High on Lonesome (EP; 2013)
- Cheater's Wine (EP; 2014)
- Careless Soul (2016)